# BE-BOPアイドル
『BE-BOPアイドル』（ビーバップアイドル）は、茨城放送で2000年4月3日から2001年3月31日まで放送されていた音楽番組。

## 概要
前番組『好感触ラジオ聞くえもん』から引き続き阿部と斉藤がパーソナリティを務めた番組で、前番組と同様、大人のためのアイドル番組というコンセプトで、主に1970年代～1980年代にかけて活躍したアイドル歌手を毎週取り上げてそのアイドル歌手の楽曲を紹介した。

前期は月曜21時台で放送されていたが、後期は土曜21時台での放送となった。

番組テーマソングは『マイムマイム』（高中正義によるアレンジバージョン）。

## 出演
- 阿部重典
- 斉藤さおり

※なお、斉藤が休演していた期間は、阿部1人で番組を進行していた。

## 放送時間
- 毎週月曜　21:15 - 21:45（2000年4月3日 - 9月25日）
- 毎週土曜　21:05 - 21:35（2000年10月7日 - 2001年3月31日）

## 備考
- 土曜日に移動して2回目の2000年10月14日放送分は21時頃に下国井送信所で送信トラブルが発生し、本番組の時間帯前後約40分間、水戸局では音声が聞き取れなくなる事態となった[2]。翌週放送分の冒頭でこの件に関して阿部がお詫びした。
- 2000年12月9日放送分はJリーグチャンピオンシップ第2戦、鹿島アントラーズVS横浜F・マリノス戦中継のため、19:00 - 19:30に前倒す形で臨時枠移動して放送された[3]。